# Saarikoski (fors i Finland, Lappland, lat 68,42, long 26,23)
Saarikoski är en fors i Finland.  Den ligger i Enare kommun i landskapet Lappland, i den norra delen av landet, 900 km norr om huvudstaden Helsingfors. Saarikoski ligger 267 meter över havet.
Terrängen runt Saarikoski är platt.  Trakten runt Saarikoski är nära nog obefolkad, med mindre än två invånare per kvadratkilometer. Det finns inga samhällen i närheten. 